# 得石镇
得石镇，是中华人民共和国四川省攀枝花市米易县下辖的一个乡镇级行政单位。

## 行政区划
得石镇下辖以下地区：
得石社区、得石社区村、坊田彝族村、黑谷田社区村、大田社区村、草坝彝族村和马鹿寨彝族村。